# برجو (أورن)
برجو هي بلدية في أورن في شمال غرب فرنسا.